# Chlorocytus xanthopus
Chlorocytus xanthopus är en stekelart som först beskrevs av Peter Cameron 1906.
Chlorocytus xanthopus ingår i släktet Chlorocytus och familjen puppglanssteklar. Inga underarter finns listade i Catalogue of Life.